# 蕭陽阿
蕭陽阿（?—?），遼朝（契丹）政治人物、軍人，字稍隐。
蕭陽阿认识契丹文字和漢字，通天文、相法。父亲去世，自五蕃部亲自挽着丧车到奚王岭，孝行受到赞賞。
蕭陽阿十九岁时为本班郎君。历任铁林軍、铁鷂軍、大鷹軍詳隐。乾統元年（1101年），由烏古敵烈部屯田太保改任易州刺史。天祚帝寵臣劉彦良到易州，仗势横行，萧陽阿掣肘劉彦良的行動。劉彦良回京，誣告蕭陽阿、朝廷派人代蕭陽阿为刺史。易州之民一千余人到宮阙請願留任蕭陽阿、当日任命蕭陽阿为武安州观察使。历任烏古涅里軍節度使、順義軍節度使、彰信軍節度使，权知知東北路統軍使事。
耶律狼不、耶律鐸魯斡叛乱，萧陽阿率麾下三十人追捕，身負两处傷，生擒十余人，送到行在。因为没有擒获首魁，被免官。后来担任臨時南京留守，去世。

## 延伸阅读
[在维基数据编辑]
 《遼史·卷82》，出自脱脱《遼史》